# 埼玉県立入間向陽高等学校
埼玉県立入間向陽高等学校（さいたまけんりつ いるまこうようこうとうがっこう）とは、埼玉県入間市向陽台一丁目に所在する全日制普通科、男女共学の公立高等学校。

## 概要
入間市東部に位置し、1973年に返還された米軍のジョンソン基地（現在の入間基地）の跡地に建てられた高校のため、近くに航空自衛隊入間基地がある。同じく基地の跡地に整備された彩の森入間公園が隣接している。
校名の入間向陽の「向陽」の由来は、東の語源が「日向カシ」であるといわれ、この意は漢語の「向陽」にあたるため。高い目標に向かって、明るく、ひたむきに励む校風の樹立を念じて命名された。
2年次に文系と理系に分かれ、3年次には文系・理系・看護医療栄養系の3つに分かれる。
生徒数は、956名（男子328名・女子628名）で女子の方が多い。

## 沿革
- 1983年（昭和58年） - 開校。

## クラブ
校内にプール施設がないため、水泳部はない。
運動部
- バスケットボール部（男・女）
- 剣道部
- 野球部
- テニス部（男・女）
- バレーボール部（女）
- 卓球部
- 陸上競技部
- ソフトボール部
- サッカー部（男・女）
- 弓道部
- バドミントン部（男・女）

文化部
- 文芸部
- ソングリーダー部
- 美術部
- ホームメイキング部
- サイエンス部
- 茶道部
- 書道部
- 吹奏楽部
- 演劇部
- 陶芸部

## 学校行事
球技大会は7月・12月に行われる。

マラソン大会は狭山市の入間川の河川敷中央公園を会場に行われ、女子5.3km、男子10.5km走る。
- 入学式
- 新入生歓迎会
- 遠足（1学年：相模原プレジャーフォレスト、2学年：神奈川県鎌倉市、3学年：東京ディズニーランド）
- 保護者面談
- 球技大会
- 向陽祭
- 体育祭
- 修学旅行
- マラソン大会
- 芸術鑑賞会
- 卒業式

## 著名な卒業生
- 伊藤隆 - キックボクサー

## 交通
- 西武池袋線 入間市駅・稲荷山公園駅から徒歩10分
- 西武新宿線狭山市駅から西武バス稲荷山公園駅行き約10分。稲荷山公園駅より徒歩10分。